# Agrodiaetus damocles
Agrodiaetus damocles är en fjärilsart som beskrevs av Herrich-Schäffer 1844. Agrodiaetus damocles ingår i släktet Agrodiaetus och familjen juvelvingar. Inga underarter finns listade i Catalogue of Life.